# Patch Adams (film)
Patch Adams is een Amerikaanse semi-biografische film uit 1998 onder regie van Tom Shadyac. Het verhaal is gebaseerd op het leven van arts Hunter 'Patch' Adams en het boek Gesundheit: Good Health is a Laughing Matter, dat hij samen met Maureen Mylander uitbracht. De film werd genomineerd voor onder meer de Oscar voor beste oorspronkelijke score en de Golden Globes voor beste komedie of musical en beste hoofdrolspeler in een komedie of musical (Robin Williams). Adams zelf vond de wijze waarop hij en zijn werk in de film worden neergezet oppervlakkig en benoemde dat hij meer is dan alleen een grappige dokter.

## Verhaal
Na een zelfmoordpoging en de dood van zijn vader laat Patch Adams zich opnemen in een psychiatrische instelling. Gedurende deze tijd ontdekt hij dat hij in staat is om zijn eigen problemen te vergeten door anderen te helpen en wil dan ook arts worden. Twee jaar later schrijft hij zich in bij de Virginia Medical University. Hij is de oudste eerstejaarsstudent. Hij vraagt de school de aanpak van de medische zorg te veranderen. Hij is ervan overtuigd dat mensen die met hun naam worden aangesproken in plaats van met een nummer en als men de patiënten laat lachen en plezier laat maken, ze sneller genezen. Wanneer hij zijn theorie wil toepassen tijdens zijn studie, stuit hij op verzet en afkeer. Dit weerhoudt hem er niet van om met zijn vriend Truman en zijn aanvankelijk sceptische medestudente Carin vrolijke bezoekjes te brengen aan de patiënten in het ziekenhuis. Maar Patch wil meer, hij wil een eigen ziekenhuis met gratis verzorging en veel gelach. Alleen hoe meer hij mensen wil helpen, hoe moeilijker zijn eigen leven wordt.

## Rolverdeling
| Acteur                 | Personage        | Opmerkingen |
| ---------------------- | ---------------- | ----------- |
| Robin Williams         | Patch Adams      |             |
| Daniel London          | Truman Schiff    |             |
| Monica Potter          | Carin Fisher     |             |
| Philip Seymour Hoffman | Mitch Roman      |             |
| Bob Gunton             | Rector Walcott   |             |
| Josef Sommer           | Dr. Eaton        |             |
| Irma P. Hall           | Joletta          |             |
| Frances Lee McCain     | Judy             |             |
| Harve Presnell         | Dr. Eaton        |             |
| Josef Sommer           | Rector Anderson  |             |
| Daniella Kuhn          | Adelane          |             |
| Peter Coyote           | Bill Davis       |             |
| James Greene           | Bile             |             |
| Michael Jeter          | Rudy             |             |
| Harold Gould           | Arthur Mendelson |             |
| Richard Kiley          | Dr. Titan        |             |